# Gotofredo I di Challant
Gotofredo I di Challant (... – Aosta, 1265) (in francese, Godefroi Ier de Challant) fu un nobile valdostano appartenente alla famiglia Challant.

## Biografia
Gotofredo (o Goffredo) I di Challant (in francese, Godefroy o Geoffroy) era figlio del visconte Bosone III di Challant e di sua moglie, Fiandrina di Biandrate, figlia di Gotofredo II di Biandrate, conte d'Ossola. Alla sua nascita venne battezzato col nome di Gotofredo, inusuale per gli Challant, in onore appunto del nonno materno ed ottenne poco dopo il titolo di signore di Challant, de Fénis nel 1242, signore di Graines con Saint-Marcel il 23 luglio 1263 per investitura dell'abate di Saint-Maurice d'Agaume, cosignore di Cly.
Con la morte del padre nel 1239, Gotofredo e i suoi fratelli, data l'indivisibilità dell'eredità paterna sulla reggenza della viscontea aostana, decisero di governare insieme: Gotofredo mantenne il titolo ufficiale e la funzione viscontale come primogenito, il cadetto Aimone III la reggenza del Château de Ville e di Saint-Martin ed il terzo fratello, Bosone IV la signoria di Cly. Riconferma di questa spartizione delle cariche interna, l'abbiamo in un documento siglato il 19 dicembre 1242 quando Gotofredo, Aimone III e Bosone IV si recarono a rendere omaggio al conte di Savoia, ingaggiando con questi la guerra contro Ugo di Bard.
Gotofredo I il 23 dicembre 1254 fece una notevole donazione all'Ospizio del Gran San Bernardo. Nel 1263 si riconobbe vassallo dell'abate di Agauno per alcuni beni allodiali (tra cui le terre presso il castello di Challant, la montagna detta Palaisine, le terre di Voulon, il monte di Soremont, quello detto Fontesin e di tutte le decime che in queste terre e montagne si riscuotevano) impegnandosi a pagare per questi privilegi un servizio annuale di 20 soldi e un'ulteriore canone di 40 soldi ad ogni mutazione di vassallo.
Alla sua morte nel 1265, gli succedette l'ultimo suo fratello ancora rimasto in vita, Aimone III, il quale ottenne la carica di visconte d'Aosta non senza contestazioni da parte degli eredi di suo fratello Bosone IV, già morto da tempo, e degli eredi dello stesso Gotofredo I.

## Matrimonio e figli
Nel 1223 sposò Beatrice di Ginevra, figlia del conte Guglielmo II di Ginevra e di Alix de la Tour du Pin. La coppia ebbe i seguenti eredi:
- Ebalo I, visconte d'Aosta
- Pietro († 18 novembre 1287) canonico e prevosto della cattedrale di Aosta, arcivescovo eletto di Lione sotto il nome di Pietro III d'Aosta, morì prima di poter ottenere la cattedra
- Bonifacio († 13 giugno 1308), curato di Châtillon e canonico della cattedrale di Lione dal 1283 col titolo onorifico di conte di Lione. Vescovo di Sion dal 1289.
- Aimone († 1303) canonico della cattedrale d'Aosta, poi vescovo di Aosta dal 1272 al 1273 e vescovo di Vercelli dal 1273 alla propria morte